# Lijst van What If-uitgaven
De Marvel Comics What If-serie vertelt verhalen van Marvels hoofduniversum, ofwel Earth-616, in een andere realiteit met een andere uitkomst. Sommige van deze verhalen hebben een eigen numerieke benoeming gekregen met een eigen aarde.
Dit artikel geeft een lijst van What If-uitgaven. Alle What If-stripboeken werden uitgegeven door Marvel Comics.

## De eerste serie (1977-1984)
1. What if Spider-Man joined the Fantastic Four? (Wat als Spider-Man zich bij de Fantastic Four aansloot?)
  - Het verhaal is gebaseerd op The Amazing Spider-Man Vol. 1 #1
  - Een herdruk is verschenen in The Best of What If? opgevolgd door What If? Vol. 1 #21. Alternatieve vervolgen verschenen in What If? Vol. 2 #35 en Paradise X: Heralds. Deze wereld wordt Earth-772 genoemd in de Marvel Encyclopedie: Fantastic Four.
  - Spider-Man sloot zich uiteindelijk toch bij de Fantastic Four aan, als lid van de "The New Fantastic Four".
2. What if the Hulk had the brain of Bruce Banner? (Wat als de Hulk de hersens had van Bruce Banner?)
  - Het verhaal is gebaseerd op The Incredible Hulk Vol. 1 #1
  - Deze wereld werd aangewezen als Earth-774 in de Marvel Encyclopedie: Fantastic four.
3. What if the Avengers had never been? (Wat als de Avengers nooit hadden bestaan?)
  - Het verhaal is gebaseerd op Avengers Vol. 1 #3
4. What if the Invaders stayed together after World War 2? (Wat als de Invaders bij elkaar bleven na de Tweede Wereldoorlog?)
  - Dit is een verhaal van 'niet vertelde historie'
5. What if Captain America hadn't vanished during World War 2? (Wat als Captain America niet verdween tijdens de Tweede Wereldoorlog?)
  - Het verhaal is gebaseerd op Avengers Vol. 1 #3
6. What if the Fantastic Four had different super-powers? (Wat als de Fantastic Four andere superkrachten had?)
  - Het verhaal is gebaseerd op Fantastic Four Vol. 1 #1
  - Deze versie van het team verscheen opnieuw in What If? Vol. 2 #39. Deze wereld werd aangewezen als Earth-7712 in de Marvel Encyclopedie: Fantastic Four
7. What if someone else besides Spider-Man had been bitten by the radioactive spider? (Wat als iemand anders dan Spider-Man werd gebeten door de radioactieve spin?)
  - Het verhaal is gebaseerd op Amazing Fantasy Vol. 1 #15.
  - Drie verschillende verhalen werden getoond aan het publiek, waarin achtereenvolgend Flash Thompson, Peter Parkers tijdelijke vriendin Betty Brant of J. Jonah Jamesons zoon John Jameson gebeten werd. Alle drie verhalen eindigde hetzelfde. Een donkere versie van het verhaal van Flash Thompson werd uitgegeven in What If Vol. 2 #76.
8. What if the world knew Daredevil was blind? (Wat als de wereld wist dat Daredevil blind is?)
  - Het verhaal is gebaseerd op Daredevil #2.
  - Deze uitgave bevatte ook het eerste humoristische What If verhaal in de serie, met de vraag... What if Spider-Man had been bitten by a radioactive Human? (Wat als Spider-Man werd gebeten door een radioactief mens?)
9. What if the Avengers fought evil in the 1950s? (Wat als de Avengers het kwaad bevochten in de jaren 50?)
  - Het verhaal werd geprestenteerd als onvertelde geschiedenis. De alternatieve realiteit werd aangewezen als Earth-9904 in het All-New Official Handbook on Marvel Universe: A-Z Update #2 (2007). Een versie van deze tijdlijn werd opnieuw bezocht in Avengers Forever, en een andere versie had een cameo in Paradise X: Heralds.
10. What if Jane Foster had found the hammer of Thor? (Wat als Jane Foster de hamer van Thor had gevonden?)
  - Het verhaal is gebaseerd op Journey into Mystery #83.
11. What if the original Marvel Bullpen had become the Fantastic Four? (Wat als de originele Marvel medewerkers de Fantastic Four werden?)
  - Het verhaal is gebaseerd op Fantastic Four Vol. 1 #1
  - Deze wereld werd kort bezocht in Paradise X: Heralds. Het werd aangewezen als Earth-1228 in The Official Handbook of the Marvel Universe: Alternate Universes (2005).
12. What if Rick Jones had become the Hulk? (Wat als Rick Jones de Hulk werd?)
  - Het verhaal is gebaseerd op The Incredible Hulk Vol. 1 #1
13. What if Conan the Barbarian walked the earth today? (Wat als Conan the Barbarian vandaag de dag de aarde bewandelde?)
  - Een alternatief einde van dit verhaal kan gezien worden in What If? Vol. 1 #43
14. What if Sgt. Fury had fought World War 2 in outer space? (Wat als Nick Fury in de Tweede Wereldoorlog had gevochten in de ruimte?)
  - Dit universum maakte een kleine cameo in Paradise X: Heralds.
15. What if Nova had been four other people? (Wat als vier andere mensen Nova waren?)
  - Het verhaal is gebaseerd op Nova Vol. 1 #1
16. What if Shang-Chi, Master of Kung Fu, fought on the side of Fu Manchu? (Wat als Shang-Chi, meester in Kungfu, aan de kant van Fu Manchu vocht?)
  - Het verhaal is gebaseerd op Master of Kung Fu Vol. 1 #1.
17. What if Ghost Rider, Spider-Woman, Captain Marvel were villains? (Wat als Ghost Rider, Spider-Woman, Captain Marvel schurken waren?)
  - De verhalen zijn gebaseerd op Marvel Spotlight Vol. 1 #15, Marvel Spotlight Vol. 1 #32 en Marvel Super-Heroes #12.
  - Net als #7 bezat deze uitgave drie korte verhalen met het thema van MArvel karakters die neigde superschurken te worden. Precies het tegenovergestelde van de Earth-616 tijdlijn.
18. What if Dr. Strange were a disciple of Dormammu? (Wat als Dr. Strange een discipel van Dormammu was?)
  - Het verhaal is gebaseerd op Strange Tales #110.
19. What if Spider-Man had never become a cimefighter? (Wat als Spider-Man nooit een misdaadbevechter werd?)
  - Het verhaal is gebaseerd op Amazing Fantasy Vol. 1 #15.
20. What if the Avengers fought the Kree-Skrull War without Rick Jones? (Wat als de Avengers da Kree-Skrull oorlog bevochten zonder Rick Jones?)
  - Het verhaal is gebaseerd op Avengers Vol. 1 #96
21. What if Invisible Woman of the Fantastic Four married the Sub-Mariner? (Wat als Invisible Girl met de Sub-Mariner trouwde?)
  - Dit is een sequel van What If? Vol. 1 #1.
22. What if Dr. Doom had become a hero? (Wat als Dr. Doom een held werd?)
  - Het verhaal is gebaseerd op Fantastic Four Vol. 1 #5.
  - Deze wereld is aangewezen als Earth-808 in de Marvel Encyclopedia: Fantastic Four.
23. What if the Hulk had become a barbarian? (Wat als de Hulk een barbaar werd?)
  - Het verhaal is gebaseerd op The Incredible Hulk Vol. 1 #205)
  - Deze uitgave had ook een tweede humoristisch verhaal, getiteld What if Aunt May had been bitten by the Radioactive Spider? (Wat als Tante May werd gebeten door de radioactieve spin?)
24. What if Gwen Stacy had lived? (Wat als Gwen Stacy nog leefde?)
  - Het verhaal is gebaseerd op Amazing Spider-Man Vol. 1 #121
  - Geherprint in The Best of What If?.
25. What if Thor and the Avengers fought the gods? (Wat als Thor en de Avengers de Goden bevochten?)
  - Het verhaal is gebaseerd op Thor Vol. 1 #136.
26. What if Captain America had been elected president? (Wat als Captain America werd verkozen tot president?)
  - Het verhaal is gebaseerd op Captain America vol. 1 #250.
  - Deze uitgave had ook een tweede verhaal, getiteld What if Man-Thing had regained his intelligence? (Wat als Man-Thin zijn intelligentie terugkreeg?)
27. What if Phoenix had not died? (Wat als Phoenix niet dood was gegaan?)
  - Het verhaal is gebaseerd op X-men Vol. 1 #137.
  - Een herprint in The Best of What If? en nogmaals bezocht in What If? Vol. 2 #32-33.
28. What if Daredevil became an agent of S.H.I.E.L.D.? (Wat als Daredevil een agent van S.H.I.E.L.D. werd?)
  - Het verhaal is gebaseerd op Daredevil #1.
  - Een herprint in The Best of What If?.
  - Deze uitgave bevat een tweede verhaal, getiteld What if Ghost Rider had been separated from Johnny Blaze? (Wat als Ghost Rider van Johnny Blaze gescheiden werd?)
29. What if the Avengers defeated everybody? (Wat als de Avengers iedereen versloegen?)
  - Het verhaal is gebaseerd op Avengers Special #2.
  - Deze wereld werd aangewezen als Earth-8110 in The Official Handbook of the Marvel Universe: Alternate Universes 2005.
  - Ook deze uitgave bevatte een tweede verhaal, getiteld What if Namor had never regained his memories? (Wat als Namor nooit zijn geheugen terugkreeg?)
30. What if Spider-Man's clone lived? (Wat als Spider-Mans kloon leefde?)
  - Het verhaal is gebaseerd op Amazing Spider-Man Vol. 1 #149
  - Jaren later werd bekendgemaakt dat de kloon inderdaad leefde, maar dat hij alleen verstopt was.
31. What if Wolverine had killed the Hulk? (Wat als Wolverine de Hulk had vermoord?)
  - Het verhaal is gebaseerd op The Incredible Hulk Vol. 1 #181.
  - Het concept werd in What If? Vol. 2 #50 omgedraaid (alhoewel er later nog een 'wedstrijd' tussen Wolverine en de Hulk).
  - In de uitgave zat ook nog een tweede verhaal getiteld What if the Fantastic Four had never been? (Wat als de Fantastic Four nooit hadden bestaan?)(gebaseerd op Fantastic Four Vol. 1 #1).
  - De wereld werd aangewezen als Earth-8222 in Marvel Encyclopedia: Fantastic Four.
32. What if the Avengers had become pawns of Korvac? (Wat als de Avengers pionnen van Korvac werden?)
  - Het verhaal is gebaseerd op Avengers Vol. 1 #177
  - Herprint in The Best of What If?.
  - Een versie van deze wereld werd bezocht door Quasar in Quasar #30.
33. What if Dazzler had become the herald of Galactus? (Wat als Dazzler de helper van Galactus werd?)/What if Iron Man was trapped in the time of King Arthur? (Wat als Iron Man vast kwam te zitten in de tijd van koning Arthur?)
  - Verhaal 1 is gebaseerd op Dazzler #11 en verhaal 2 is gebaseerd op Iron Man Vol. 1 #150.
34. Een humor uitgave
  - Deels geherprint in The Best of What If?.
35. What if Elektra had lived? (Wat als Elektra leefde?)
  - Het verhaal is gebaseerd op Daredevil #182
  - De uitgave bevatte ook What if Yellowjacket had died? (Wat als Yellowjacket stierf) (gebaseerd op Avengers Vol. 1 #212).
36. What if the Fantastic Four had not gained thier super-powers? (Wat als de Fantastic Four hun superkrachten nooit kregen?)
  - Het verhaal is gebaseerd op Fantastic Four Vol. 1 #1
  - Een herprint in The Best of What If?.
  - Deze versie van het team kwam terug in What If? Vol. 2 #39
  - Deze wereld werd aangewezen als Earth-8212 in Marvel Encyclopedia: Fantastic Four.
  - De uitgave bevat ook What if Richard Rider not lost the power of Nova? (Wat als Richard Rider zijn krachten van Nova niet verloor?) (gebaseerd op The Man Called Nova #25).
37. What if the Beast en the Thing continued to mutate? (Wat als Beast en Thing bleven muteren?)
  - Het verhaal is gebaseerd op Amazing Adventures #11 en Marvel Two-in-One #81.
  - De wereld met Thing werd aangewezen als Earth-8321 in Marvel Encyclopedia: Fantastic Four.
  - Deze uitgave bevatte ook What of the Silver Surfer lost the Power Cosmic? (Wat als de Silver Suufer zijn kosmische kracht verloor?) (gebaseerd op Fantastic Four Vol. 1 #50).
38. What If? met Daredevil (in een mogelijke toekomst) en Captain America (gebaseerd op Captain America #237).
  - Bevatte ook een alternatieve toekomst voor Vision en Scarlet Witch.
39. What if Thor battled Conan the Barbarian? (Wat als Thor met Conan the Barbarian vocht?)
40. What if Dr. Strange had not become master of mystic arts? (Wat als Dr. Strange nooit meester in de mystieke kunsten was geworden?)
  - Het verhaal is gebaseerd op Strange Tales #110.
  - Deze tijdlijn maakte een cameo in Paradise X: Heralds.
41. What if Sub-Mariner had saved Atlantis from its... Destiny? (Wat als Sub-Mariner Atlantis had gered van zijn... lot?)
  - Het verhaal is gebaseerd op Sub-Mariner Vol. #1.
42. What if Invisble Girl had died in Childbirth? (Wat als Invisible Girl was gestorven tijdens de geboorte?)
  - Het verhaal is gebaseerd op Fantastic Four Annual #6.
  - Deze wereld werd aangewezen als Earth-8312 in Marvel Encyclopedia: Fantastic Four.
43. What if Conan the Barbarian was stranded in the 20th century? (Wat als Conan the Barbarian was gestrand in de 20e eeuw?)
  - Dit is een alternatieve versie van What If? Vol. 1 #13.
  - Deze uitgave bevatte ook een uitgebreider einde van What If? Vol. 1 #32
44. What if Captain America were revived today? (Wat als Captain America vandaag weer tot leven kwam?)
  - Het verhaal is gebaseerd op Avengers Vol. 1 #4.
  - Opnieuw gedaan in What If? Vol. 2 #67-68 en #103.
45. What if the Hulk went berserk? (Wat als de Hulk woest werd?)
  - Het verhaal is gebaseerd op the Incredible Hulk Vol. 1 #1.
46. What if Spider-Man's Uncle Ben had lived (and Tante May was murdered instead)? (Wat als Spider-Mans oom Ben had geleefd (en tante May werd vermoord)?)
  - Opnieuw gedaan in What If? Spider-Man (2005)
47. What if Loki had found the hammer of Thor? (Wat als Loki de hamer van Thor vond?)
  - Het verhaal is gebaseerd op Journey into Mystery #83.
  - Dit is de laatste uitgave van de originele serie.

## Special (1988)
1. What if Iron Man had been a traitor? (Wat als Iron Man een verrader was?)
  - Het verhaal is gebaseerd op Tales of Suspense #39

## De tweede serie (1989-1998)
1. What if the Avengers lost the Evolutionary War? (Wat als de Avengers de 'Evolutionary War' verloren hadden?)
  - Gebaseerd op Avengers Annual #17.
  - Bezocht door Quasar in Quasar #30.
2. What if Daredevil killed the Kingpin? (Wat als Daredevil Kingpin had vermoord?)
  - Gebaseerd op Daredevil #228
3. What if Steve Rogers had refused to give up being Captain America? (Wat als Steve Rogers weigerde om Captain America op te geven?)
  - Gebaseerd op Captain America Vol. 1 #332
4. What if the alien costume had possessed Spider-Man? (Wat als het buitenaardse kostuum bezit had genomen van Spider-Man?)
  - Gebaseerd op The Amazing Spider-Man Vol. 1 #332.
  - Bezocht door Quasar in Quasar #30
5. What if Vision had destroyed the Avengers? (Wat als Vision de Avengers vernietigd had?)
  - Gebaseerd op Avengers Vol. 1 #9.
6. What if the X-Men lost Inferno? (Wat als de X-Mannen Inferno verloren?)
  - Gebaseerd op The New Mutants #73.
7. What if Wolverine was an agent of S.H.I.E.L.D.? (Wat als Wolverine een agent van S.H.I.E.L.D. was?)
  - Gebaseerd op The Incredible Hulk Vol. 1 #181
  - Getekend door Rob Liefeld
8. What if Iron Man lost the Armor Wars? (Wat als Iron Man de 'Armor Wars' verloren had?)
  - Gebaseerd op Iron Man Vol. 1 #225
9. What if the X-men died on the first mission? (Wat als de X-men gedood werd op hun eerste missie?)
  - Gebaseerd op Giant Size X-Men #1
  - Deze wereld werd aangewezen als Earth-105709 in Quasar #30
10. What if the Punisher's family hadn't been killed? (Wat als de familie van Punisher niet vermoord was?)
11. What if the Fantastic Four all had the same power? (Wat als de Fantastic Four allemaal dezelfde krachten hadden?)
  - Gebaseerd op Fantastic Four Vol. 1 #1
  - Alle vier werelden werden aangewezen als Earth-9031 tot en met 9034 in Marvel Encyclopedia: Fantastic Four.
12. What if the X-Men had stayed in Asgard? (Wat als de X-Men in Asgard bleven?)
  - Gebaseerd op The New Mutants Special Edition #1
13. What if Professor X of the X-Men had become the Juggernaut? (Wat als Professor X van de X-Men Juggernaut werd?)
  - Gebaseerd op Uncanny X-Men #12
14. What if Captain Marvel had not died? (Wat als Captain Marvel niet gestorven was?)
  - Gebaseerd op The Death of Captain Marvel
  - Bezocht door Quasar in Quasar #30
15. What if the Fantastic Four had lost the trial of Galactus? (Wat als de Fantastic Four de beproeving van Galactus hadden verloren?)
  - Gebaseerd op Fantastic Four Vol. 1 #244
  - Deze wereld werd aangewezen als Earth-907 in Marvel Encyclopedia: Fantastic Four.
16. What if Wolverine battled Conan the Barbarian? (Wat als Wolverine tegen Conan the Barbarian vocht?)
  - Gebaseerd op Uncanny X-Men #137
17. What if Kraven the Hunter had killed Spider-Man? (Wat als Kraven the Hunter Spider-Man vermoord had?)
  - Gebaseerd op Web of Spider-Man #31-32
18. What if the Fantastic Four battled Doctor Doom before they got their powers? (Wat als de Fantastic Four tegen Dr. Doom vochten voordat ze hun krachten kregen?)
  - Deze wereld is aangewezen als Earth-9011 in Marvel Encyclopedie: Fantastic Four.
19. What if the Vision of the Avengers conquered the world? (Wat als Vision van de Avengers de wereld veroverde?)
  - Deze uitgave heeft twee verhalen, waarvan er één (de utopische wereld) opnieuw werd opgetekend in What If? Vol. 2 #36.
  - De utopische wereld werd aangewezen als Earth-90110 en de dystopische als Earth-90111 in The Official Handbook of the Marvel Universe: Alternate Universes 2005.
20. What if the Amazing Spider-Man had not married Mary Jane? (Wat als de geweldige Spider-Man niet getrouwd was met Mary Jane?)
  - Deel 1 van 2 delen
  - Gebaseerd op Amazing Spider-Man Vol. 1 #292
21. What if the Amazing Spider-Man had married the Black Cat? (Wat als de geweldige Spider-Man getrouwd was met de Black Cat?)
  - Deel 2 van 2 delen
  - Gebaseerd op Amazing Spider-Man Vol. 1 #292
  - Dit was het eerste van meerdere tweedelige What If?-verhalen in de tweede serie.
22. What if the Silver Surfer had not escaped Earth? (Wat als de Silver Surfer nooit van de aarde ontsnapt was?)
  - Gebaseerd op Silver Surfer Vol. 2 #1
  - Deze wereld werd aangewezen als Earth-912 in Marvel Encyclopedia: Fantastic Four.
23. What if the all-new, all-different X-Men had never existed? (Wat als de compleet nieuwe en compleet andere X-Men nooit hadden bestaan?)
  - Gebaseerd op Giant Size X-Men #1
  - Geschreven door Kurt Busiek.
24. What if Wolverine was Lord of the vampires? (Wat als Wolverine de heerser van de vampiers was?)
  - Gebaseerd op Uncanny X-Men #159
  - Bezocht door Quasar in Quasar #30
  - Deze wereld werd aangewezen als Earth-9140 in The Official Handbook of the Marvel Universe: Alternate Universes 2005.
  - Een alternatieve versie van deze wereld werd gebruikt in What If? Vol. 2 #37
25. What if the Marvel Super Heroes had lost Atlantis Attacks? (Wat als de Marvel superhelden de 'Atlantis Attacks' verloren hadden?)
  - Gebaseerd op Iron Man Annual #10
  - Bezocht door Quasar in Quasar #30
26. What if Punisher had killed Daredevil? (Wat als Punisher Daredevil had vermoord?)
  - Gebaseerd op Daredevil #183
  - Geschreven door Kurt Busiek
27. What if Namor had joined the Fantastic Four? (Wat als Namor zich had aangesloten bij de Fantastic Four?)
  - Gebaseerd op Fantastic Four Vol. 1 #4
  - Deze wereld werd aangewezen als Earth-917 in Marvel Encyclopedia: Fantastic Four.
28. What if Captain America had led an army of super soldiers in World War 2? (Wat als Captain America een leger van supersoldaten leidde in de Tweede Wereldoorlog?)
  - Deel 1 van 2 delen
  - Gebaseerd op Captain America Comics #1
29. What if Captain America had formed the Avengers? (Wat als Captain America de Avengers had gevormd?)
  - Deel 2 van 2 delen
  - Gebaseerd op Captain America Comics #1 en Avengers Vol. 1 #4
  - Het verhaal recyclet thema's van What If? Vol. 1 # 44 en het verhaal werd opnieuw opgetekend in What If? Vol. 2 #103
30. What if the Fantastic Four's second child had lived? (Wat als het tweede kind van de Fantastic Four had geleefd?)
  - Gebaseerd op Fantastic Four Vol. 1 #267
  - De uitgave bestaat uit twee versies van het verhaal.
  - De slechtere wereld werd aangewezen als Earth-91111 en de betere wereld werd aangewezen als Earth-91112 in Marvel Encyclopedia: Fantastic Four.
31. What if Spider-Man kept his cosmic powers? (Wat als Spider-man zijn kosmische krachten behield?)
  - Gebaseerd op Amazing Spider-Man Vol. 1 #32
32. What if Phoenix had not died? (Wat als de Phoenix niet dood was gegaan?)
  - Deel 1 van 2 delen
  - Gebaseerd op Uncanny X-Men #137
33. What if Phoenix rose again? (Wat als de Phoenix weer opstond?)
  - Deel 2 van 2 delen
  - Gebaseerd op Uncanny X-Men #137
  - Dit is een tweedelige remake van What If? Vol. 1 #27
34. What if no one was watching the Watchers? (Wat als niemand naar de Watchers keek?)
  - Dit is een humoristische uitgave
35. What if the Fantastic Five fought Doctor Doom & Annihilus? (Wat als de Fantastic Five vochten tegen Dr. Doom & Annihilus?)
  - Timequake deel 1 van 5
  - Dit is een alternatieve uitkomst van What If? Vol. 1 #1
36. What if the Cosmic Avengers battled the Guardians of the Galaxy? (Wat als de Cosmic Avengers vochten tegen de Guardians of the Galaxy?)
  - Timequake deel 2 van 5
  - Dit is een sequel van het utopisch verhaal van What If? Vol. 2 #19
37. What of Wolverine had been lord of the vampires during Inferno? (Wat als Wolverine de heerser van de vampiers was tijdens Inferno?)
  - Timequake deel 3 van 5
  - Dit is een alternatieve versie van What If? Vol. 2 #24.
  - Deze wereld werd aangewezen als Earth-9250 in The Official Handbook ok the Marvel Universe: Alternate Universes 2005.
38. What if Thor was a thrall of Seth? (Wat als Thor een slaaf was van Seth?)
  - Timequake deel 4 van 5
  - Gebaseerd op The Mighty Thor #400
  - Deze wereld werd aangewezen als Earth-9260 in The Official Handbook of the Marvel Universe: Alternate Universes 2005.
39. What if the Watchers saved the Universe? (Wat als de Watchers het universum redde?)
  - Timequake deel 5 van 5
  - De gebeurtenissen van Timequake werden 'herdacht' later in Avengers Forever.
40. What if Storm of the X-Men had remained a thief? (Wat als Storm van de X-Men een dief was gebleven?)
  - Gebaseerd op Uncanny X-Men #117
  - Een herprint in X-Men: Alternate Visions
41. What if the Avengers had fought Galactus? (Wat als de Avengers tegen Galactus hadden gevocht?)
  - Gebaseerd op Fantastic Four Vol. #1 en Fantastic Four Vol. #48-50
  - Deze wereld werd aangewezen als Earth-929 in Marvel Enyclopedia: Fantastic Four.
42. What if Spider-Man had kept his six arms? (Wat als Spider-Man zijn zes armen had gehouden?)
  - Gebaseerd op Amazing Spider-Man Vol. 1 #100
43. What if Wolverine had married Mariko? (Wat als Wolverine met Mariko getrouwd was?)
  - Gebaseerd op Uncanny X-Men #137
44. What if Venom had possessed the Punisher? (Wat als de Punisher bezeten was door Venom?)
  - Gebaseerd op Web of Spider-Man #1
  - Geschreven door Kurt Busiek
45. What if Barbara Ketch had become the Ghost Rider? (Wat als Barbara Ketch de Ghost Rider was geworden?)
  - Gebaseerd op Ghost Rider Vol. 3 #1
  - Deze wereld werd aangewezen als Earth-11993 in The Official Handbook of the Marvel Universe: Alternate Universes 2005.
46. What if Cable had destroyed the X-Men? (Wat als Cable de X-Men had vernietigd?)
  - Deel 1 van 2
  - Gebaseerd op Uncanny X-Men #269
47. What if Magneto took over the U.S.A.? (Wat als Magneto de VS had overgenomen?)
  - Deel 2 van 2
  - Gebaseerd op Uncanny X-Men #269
  - Deze wereld werd aangewezen als Earth-21993 in The Official Handbook of the Marvel Universe: Alternate Universes 2005.
48. What if Daredevil had saved Nuke? (Wat als Daredvil Nuke gered had?)
  - Gebaseerd op Daredevil #233
49. What if the Silver Surfer possessed the Infinity Gauntlet? (Wat als de Silver Surfer de Infinity Gauntlet bezat?)
  - Gebaseerd op Infinity Gauntlet #4
  - Dit verhaal wordt nog een keer verteld in What If? Vol. 2 #104
50. What if the Hulk had killed Wolverine? (Wat als de Hulk Wolverine had vermoord?)
  - Gebaseerd op The Incredible Hulk #340
  - Dit is het omgekeerde verhaal van What If? Vol. 1 #31
51. What if the Punisher became Captain America? (Wat als de Punisher Captain America werd?)
  - Gebaseerd op Captain America Vol. 1 #212
52. What if Doom became Sorcerer Supreme? (Wat als Dr. Doom de Opperste Magiër (Sorcerer Supreme) werd?)
  - Gebaseerd op Fantastic Four Vol. 1 #5
  - Geschreven door Dan Slott
  - Deze wereld werd aangewezen als Earth-938 in Marvel Encyclopedia: Fantastic Four.
53. What if... The Iron Man of 2020 had stranded in the past?/Rick Jones and Bruce Banner both remained as the Hulk?/Spider-Man had killed the Lizard? (Wat als... de Iron Man van 2020 was blijven steken in het verleden?/Rick Jones en Bruce Banner beide de Hulk werden?/Spider-Man de Lizard had vermoord?)
  - Deze uitgave komen Iron Man (gebaseerd op Amazing Spider-Man Annual #20), de Hulk (gebaseerd op The Incredible Hulk #332), en Spider-Man (gebaseerd op Spider-Man #5) voor.
54. What if Death's Head I had lived? (Wat als Death's Head I had geleefd?)
  - Dit is de enige Marvel UK gerichte What If?-uitgave.
  - Geschreven en ingekleurd door Death's Head I mede-schepper Simon Furman en Geoff Senior. Furman claimde later dat het hoge aantal doden een wraak was op het laten doodgaan van hun karakter.
55. What if the Avengers had lost Operation: Galactic Storm? (Wat als de Avengers Operation: Galactic Storm hadden verloren?)
  - Deel 1 van 2
  - Gebaseerd op Avengers vol. 1 #346
56. What if the Avengers had lost Operation: Galactic Storm? (Wat als de Avengers Operation: Galactic Storm hadden verloren?)
  - Deel 2 van 2
  - Gebaseerd op Avengers Vol. 1 #346
57. What if the Punisher became an agent of S.H.I.E.L.D.? (Wat als de Punisher een agent van S.H.I.E.L.D. werd?)
58. What if the Punisher had killed Spider-Man? (Wat als de Punisher had killed Spider-Man?)
  - Gebaseerd op Amazing Spider-Man #129
59. What if Wolverine had led Alpha Flight? (Wat als Wolverine Alpha Flight had geleid?)
  - Gebaseerd op Uncanny X-Men #121
  - Er is een hiervan een herprint verschenen in X-Men: Alterniverse Visions.
60. Een What if? X-Men huwelijk album.
  - Deze uitgaven had drie verhalen die allemaal handelde over de Cyclops-Jean Grey relatie. Eén van de verhalen vertelde wat er gebeurd zo zijn als Cyclops en Jean Grey in de begindagen van de X-Men waren getrouwd (gebaseerd op Amazing Adventures #11), de tweede vertelde het verhaal van wat er gebeurd zo zijn als het stel helemaal niet bij elkaar was gekomen (gebaseerd op Uncanny X-Men #1), en het laatste verhaal vertelde het verhaal als Jean Grey getrouwd zou zijn met Wolverine in plaats van Cyclops (gebaseerd op Uncanny X-Men #101).
61. What if Spider-Man parents destroyed his family? (Wat als Spider-Mans ouders zijn familie vernietigde?
  - Gebaseerd op Amzaing Spider-Man vol. 1 #387
  - Geschreven door Kurt Busiek
62. What if Wolverine battled Weapon X? (Wat als Wolverine Weapon X had bevochten?)
  - Gebaseerd op Marvel Comics Presents #72
  - Een herprint is verschenen in X-Men Alterniverse Visions
63. What if War Machine had not destroyed the Living Laser? (Wat alsWar Machine de Living Laser niet had vernietigd?)
  - Gebaseerd op Iron Man vol.1 #289
  - Deze uitgave laat de lezer kiezen tussen drie verschillende eindes
  - Geschreven door Dan Slott
64. What if Iron Man sold out? (Wat als Iron Man uitgekocht werd?)
  - Gebaseerd op Tales of Suspense #39
  - Hoewel het niet vermeld wordt in de uitgave, is het tekenwerk van Geoff Senior
65. What if Archangel fell from grace? (Wat als Archangel haar respect verloor?)
  - Gebaseerd op X-Factor #25
66. What if Rogue possessed the power of Thor? (Wat als Rogue de kracht van Thor had?)
  - Gebaseerd op Avengers Annual #10
  - Een herprint in X-Men: Alterniverse Visions
67. What if Captain America revived in 1994? (Wat als Captain America weer tot leven kwam in 1994?)
  - Gebaseerd op Avengers vol.1 #4
  - Deel 1 van 2
68. What if Captain America revived in 1994? (Wat als Captain America weer tot leven kwam in 1994?)
  - Gebaseerd op Avengers vol. 1 #4
  - Deel 2 van 2
69. What of Stryfe killed the X-Men? (Wat als Stryfe de X-Men had vermoord?)
  - Gebaseerd op X-Force vol. 1 #18
  - Een herprint in X-Men: Alterniverse Visions
70. What if the Silver Surfer had not betrayed Galactus? (Wat als de Silver Surfer Galactus niet had verraden?)
  - Gebaseerd op Fantastic Four vol. 1 #50
  - Deze wereld werd aangewezen als Earth-952 in Marvel Encyclopedia: Fantastic Four.
71. What if the gamma bomb spawned a thousand Hulks? (Wat als de gammabom duizend Hulks had gemaakt?)
72. What if Spider-Man was murdered? (Wat als Spider-Man was vermoord?)
  - Gebaseerd op Amazing Fantasy vol. 1 #15
  - Geschreven door Ben Raab
73. What if Kingpin owned Daredevil? (Wat als Kingpin Daredevil bezat?)
  - Gebaseerd op Daredevil #1
74. What if Mr. Sinister formed the X-Men? (Wat als Mr. Sinister de X-Men had gevormd?)
  - Gebaseerd op Uncanny X-Men #1
  - Geschreven door Ben Raab
75. What if Blink of Generation X had not died? (Wat als Blink van Generation X niet dood was gegaan?)
  - Gebaseerd op X-Men #37
76. What if Peter Parker had destroyed Spider-Man? (Wat als Peter Parker Spider-Man had vernietigd?)
  - Gebaseerd op Amazing Fantasy vol. 1 #15
  - Dit is de laatste officiële uitgave met de Watcher als verteller. hij was wel al enige uitgaves afwezig geweest.
  - Dit is een donkerdere hervertelling van het verhaal van What If? vol. 1 #7
77. What if Legion had killed Magneto? (Wat als Legion Magneto had vermoord?)
  - Gebaseerd op Uncanny X-Men #320
  - Plot door Benny R. Powell, dialogen door Warren Ellis.
78. What if the New Fantastic Four had remained a team? (Wat als de New Fantastic Four een team was gebleven?)
  - Gebaseerd op Fantastic Four vol. 1 #349
  - Deze wereld werd aangewezen als Earth-9510 in Marvel Encyclopedia: Fantastic Four.
79. What if Storm had the power of Phoenix? (Wat als Storm de Phoenixkrachten had?)
  - Gebaseerd op Uncanny X-Men #100
80. What if the Hulk had evolved into the Maestro? (Wat als de Hulk was geëvolueerd tot de Maestro?)
  - Gebaseerd op The Incredible Hulk #377
81. What if the Age of Apocalypse had not ended (Wat als Age of Apocalypse niet gestopt was?)
  - Gebaseerd op X-Men: Omega
82. What if J. Jonah Jameson adopted Spider-Man? (Wat als J. Jonah Jameson Spider-Man had geadopteerd?)
  - Gebaseerd op Amazing Spider-Man #1
83. What if Daredevil was the disciple of Doctor Strange? (Wat als Daredevil de discipel van Dr. Strange was?)
  - Gebaseerd op Strange Tales #110 en Daredevil #1
84. What if Shard had lived instead of Bishop? (Wat als Shard was blijven leven in plaats van Bishop?)
  - Gebaseerd op Uncanny X-Men #282
85. What if Magneto ruled all mutants? (Wat als Magneto alle mutanten beheerste?)
  - Gebaseerd op Uncanny X-Men #304
86. What if Scarlet Spider killed Spider-Man? (Wat als Scarlet Spider Spider-Man had vermoord?)
  - Gebaseerd op Web of Spider-Man #129
87. What if... starring Sabretooth: Screams in the Night! (What if Sabretooth was loose in the X-Mansion?)
  - Wat als... met Sabretooth: geschreeuw in de nacht! (Wat als Sabretooth verloren was in het X-huis?)
  - Vanaf deze uitgave veranderde de titels van de uitgaves, waardoor ze meer leken op DC Comics's Elseworlds.
88. What if... starring Spider-Man: Arachnamorphosis (What if Spider-Man evolved into a Spider Monster?)
  - Wat als... met Spider-Man: Arachnamorphosis (Wat als Spider-Man was geëvolueerd in een spinmonster?)
  - Gebaseerd op Amazing Fantasy vol. 1 #15
  - Geschreven door Ben Raab
89. What if... starring Fantastic Four: Deadly inheritance (What if the Fantastic Four's powers were out of control?)
  - Wat als... met Fantastic Four: dodelijke erfenis (Wat als de krachten van de Fantastic Four niet te handhaven waren?)
  - Gebaseerd op Fantastic Four vol. 1 #1
  - Geschreven door Ben Raab
  - Deze wereld werd aangewezen als Earth-969 in Marvel Encyclopedia: Fantastic Four.
90. What if... starring Cyclops and Havok: Their early years, their darkest fears! (What if Cyclops and Havok weren't Orphaned?)
  - Wat als... met Cyclops en Havok: hun vroege jaren en hun diepste angsten! (Wat als Cyclops en Havok geen wezen waren?)
91. What if... starring the Incredible Hulk: The man, the monster (What if Bruce Banner was savage and the Hulk intelligent?)
  - Wat als... met de Hulk: de man, het monster (Wat als de Bruce Banner wild was en de Hulk intelligent?)
  - Gebaseerd op The Incredible Hulk vol. 1 #1
92. What if... starring Cannonball's little brother, Josh - and his per Sentinel! (What if Josh discoverded a Sentinel?)
  - Wat als... met Cannonballs kleine broer Josh - en zijn huisdier Sentinel! (Wat als Josh een Sentinel ontdekt had?)
  - Dit verhaal lijkt veel op een verhaal buiten de What If? serie
93. What if... starring Wolverine: A man no more (What if Wolverine became savage?)
  - Wat als... met Wolverine: Geen man meer (Wat als Wolverine wild werd?)
  - Gebaseerd op Wolverine vol. 2 #100
94. What if... starring Juggernaut: the kingdom of Cain (What if Juggernaut killed Xavier and the X-Men?)
  - Wat als... met Juggernaut: het koninkrijk van Kaïn (Wat als Juggernaut Xavier en de X-men vermoord had?)
  - Gebaseerd op Uncanny X-Men #12
95. What if... starring Ghost Rider: Burn, baby, burn (What if Ghost Rider was different?)
  - Wat als... met Ghost Rider: Burn, baby burn (Wat als Ghost Rider anders was?)
  - Gebaseerd op Ghost Rider #1
96. What if... starring Quicksilver: The Quick and the Dead (What if Magneto had raised his children?)
  - Wat als... met Quicksilver: De snelle en de dood (Wat als Magneto zijn kinderen had grootgebracht?)
97. What if... starring Black Knight: Camelot Reborn (What if Doctor Doom had conquered Camelot?)
  - Wat als... met Black Knight: Wedergeboorte van Camelot (Wat als Dr. Doom Camelot had veroverd?)
98. What of... starring Rogue: Children in the Attic (What if Mystique had raised Nightcrawler?)
  - Wat als... met Rogue: Kinderen op de zolder (Wat als Mystique Nightcrawler had opgevoed?)
99. What if... starring Spider-Man: The Man behind the Mask (What if Black Cat was a celebrity?)
  - Wat als... met Spider-Man: De man achter het masker (Wat als Black Cat beroemd was?)
100. What if... starring Gambit: the greatest secret of the Marvel Universe revealed! (Wat als... met Gambit: het grootste geheim van het Marvel universum onthuld!)
  - What if Mr. Sinister learned the Greatest Secrets of the Marvel Universe? (Wat als Mr. Sinister de grootste geheimen van het Marvel uniersum leerde?)
  - What if the Fantastic Four had crashed in the Land of Oz after gaining their powers (Wat als de Fantastic Four in het Land van Oz terechtkwamen, nadat ze hun krachten kregen?)
  - What if Peter Parker was bitten by a Radioactive Sheep!? (Wat als Peter Parker was gebeten door een radioactief schaap?!)
  - What if Wolverine was a wimp? (Wat als Wolverine een sukkel was?)
  - What if Xavier was in charge of a Sales Executive Company? (Wat als Xavier de baas was van een verkoopbedrijf?)
  - What if Wolverine and Sabretooth were best friends? (Wat als Wolverine en Sabretooth beste vrienden waren?)
101. What if... starring Archangel: Death and disobedience (What if Angel killed X-Factor and Horseman?)
  - Wat als... met Archangel: Dood en ongehoorzaamheid (Wat als Angel X-Factor en de Ruiters had vermoord?)
  - Gebaseerd op X-Factor #25
  - Bevat ook What if Gambit was a Card Hustler? (Wat als Gambit een croupier was?)
102. What if... starring Daredevil: The fight of his life... has ended (What if Matt Murdock had become a boxer like his father?)
  - Wat als... met Daredevil: Het gevecht van zijn leven... is over (Wat als Matt Murdock een boxer werd als zijn vader?)
  - Gebaseerd op Daredevil #1
103. What if... starring Captain America: The unknown soldier (What if Captain America had awoken in a Dystopian America?)
  - Wat als... met Captain America: De onbekende soldaat (Wat als Captain America wakker werd in een dystopische wereld?)
  - Gebaseerd op Avengers vol. 1 #4
  - Dit is een remake van What If? vol. 2 #28-29
104. What if... starring the Silver Surfer (What if the Impossible Man possessed the Infinity Guantlet?)
  - Wat als... met de Silver Surfer (Wat als Impossible Man de Infinity Gauntlet bezat?)
  - Gebaseerd op Infinity Gauntlet #4
  - Een variatie op What If? vol. 2 #49
105. What if... starring Spider-Girl (What if Spider-Man and Mary Jane's child survived?)
  - Wat als... met Spider-Girl (Wat als Spider-Man and mary Janes kind overleefde?)
  - Dit is de eerste verschijning van Spider-Girl. Van haar kwam later een spin-off in de Marvel Comics 2 lijn.
  - Deze wereld werd aangewezen als Earth-982 in Marvel Encyclopedia: Fantastic Four
  - Bevat ook: What if Bucky survived and was Cap's Partner? (Wat als Bucky overleefde en Captain America's hulpje werd?)
106. What if... starring Gambit: Revenge! (What if Marrow killed Gambit?)
  - Wat als... met Gambit: Wraak! (Wat als Marrow Gambit vermoordde?)
  - Gebaseerd op Uncanny X-Men #350
107. What if... starring The Mighty Thor: ... and who shall be kinf?! (What if Thor had first appeared in the Golden Age of Comics?)
  - Wat als... met The Mighty Thor: ... en wie zal koning worden?! (Wat als Thor als eerst verscheen tijdens de Gouden Eeuw van Comics)
108. What if... starring the Avengers (What if Carnage had bonded permentally to the Silver Surfer?)
  - Wat als... met de Avengers (Wat als Carnage permanent met de Silver Surfer werd gebonden?)
  - Gebaseerd op Amazing Spider-Man #431
109. What if... starring the Fantastic Four: The Thing... human again?! (What if Ben Grim stayed in Liddle-ville?)
  - Wat als... met de Fantastic Four: Het ding... menselijk again?! (Wat als Ben Grim in Liddle-ville bleef?)
  - Gebaseerd op Fantastic Four vol. 1 #236
  - Deze wereld werd aangewezen als Earth-989 in Marvel Encyclopedia: Fantastic Four.
110. What if... starring the Uncanny X-Men: With Phoenix possessed... who will save Professor X... from the fury of Colossus? (what if Colossus had joined the USSR's Super Soldiers?)
  - Wat als... met the Uncanny X-Men: Met de Phoenix bezeten... die Professor X gaat redden... van de furie van Colossus? (Wat als Colossus zich bij de Russische Super Soldiers had aangesloten?)
  - Bevat ook: What if Doctor Doom succeeded in conquering the World? (Wat als Dr. Doom slaagde in het veroveren van de wereld?)
111. What if... starring Wolverine (What if Wolverine was a Horseman of War?)
  - Wat als... met Wolverine (Wat als Wolverine een de Ruiter van Oorlog was?)
  - Gebaseerd op Wolverine #100
112. What if... starring Ka-Zar: New York... the new Savage Land... no escape! (What if Thanos turned Manhattan into a Savaga Land?)
  - Wat als... met Ka-Zar: New York... het nieuwe wildenland... geen ontsnapping! (Wat als Thanos Manhattan tot een wildenland maakte?)
113. What if... starring Iron Man: Alone against Dormammu... Tony Stark - Sorcerer Supreme? (What if Tony Stark had become Sorcerer Surpreme?)
  - Wat als... met Iron Man: Alleen tegen Dormammu... Tony Stark - Opperste magiër? (Wat als Tony Stark de opperste magiër werd?)
  - Gebaseerd op Strange Tales #110 en Tales of Suspene #39
114. What if.. starring Secret Wars: 25 years later... comes a new generation of heroes! (What if all the participants of Secret Wars had been trapped on Battleworld?)
  - Wat als... met Secret Wars: 25 jaar later... komt een nieuwe generatie van helden! (Wat als alle participanten van Secret Wars op Battleworld bleven?)
  - Gebaseerd op Secret Wars #12
  - Laatste uitgave
  - Geschreven door Jay Faerber
  - Deze wereld werd aangewezen als Earth-9811 in Marvel Encyclopedia: Fantastic Four.

Er kwam nog een uitgave minus 1 uit: What if... starring Bishop (Wat als... met Bishop), die gebaseerd is op Uncanny X-Men #282. Deze uitgave was een deel van een flashbackserie, waarin de meeste series van Marvel een -1 uitgave uitgaven die zich afspeelde in het verleden.

## Marvel Alterniverse
In 1995-96 bracht Marvel het label Alterniverse uit. Deze verhalen waren gemodelleerd naar What If?. Deze verhalen waren typische verhalen van één uitgave en gelimiteerde series.

## Derde serie (2005)
Een derde serie What If? verhalen werd uitgebracht in februari 2005. Deze verhalen waren allemaal verhalen van één uitgave.
- What if Karen Page had lived? (Wat als Karen Page bleef leven?)
- What if Dr. Doom had become the Thing? (Wat als Dr. Doom Thing werd)
- What if General Ross had become the Hulk? (Wat als generaal Ross de Hulk werd?)
- What if Jessica Jones had joined the Avengers? (Wat als Jessica Jones zich bij de Avengers had aangesloten?)
- What if Professor X and Magneto formed the X-Men together? (Wat als Professor X en Magneto samen de X-Men hadden gevormd?)
- What if Aunt May died instead of Unle Ben? (Wat als Tante May stierf in plaats van oom Ben?)

De serie werd later samen uitgebracht in een pocketboek met de titel: What If: Why Not (Wat als: Waarom Niet)

## Vierde serie (begin 2006)
De eerste What If?s van 2006 werden uitgegeven in februari. Het waren verhalen van één uitgaven en vonden plaats in een gezamenlijk universum, genaamd Earth-717.
- What if Captain America had lived in the American Civil War? (Wat als Captain America had geleefd tijdens de Amerikaanse burgeroorlog?)
- What if the Fantastic Four were cosmonauts? (Wat als de Fantastic Four kosmonauten waren?)
- What if the Submariner lived with his human father? (Wat als de Submariner bij zijn menselijke vader had geleefd?)
- What if Daredevil had lived in Feudal Japan? (Wat als Daredevil in het oude Japan had gewoond?)
- What if Thor was herald of Galactus? (Wat als Thor de knecht van Galactus was?)
- What if Wolverine became the Punisher in the 1920s? (Wat als Wolverine de Punisher werd in de jaren '20?)

Deze serie werd later samengebracht in een pocketboek, getiteld: What If: Mirror, Mirror (Wat Als: Spiegel, Spiegel).

## Vijfde serie (eind 2006)
De vijfde serie What If? kwam uit in november 2006. Deze verhalen waren gebaseerd op grote plotlijnen en cross-overs. Ook deze serie bestond uit verhalen van één uitgave.
- What if: Avengers Disassembled - What if Scarlet Witch hadn't acted alone? (Wat als: Avengers Uit elkaar - Wat als Scarlet Witch niet alleen had gehandeld?)
- What if: Spider-Man: The Other - What if Peter Parker had rejected his inner spider? (Wat als: Spider-Man: De andere - Wat als Peter Parker zijn zijn binnenste spin afgewezen had?)
- What if: Wolverine: Enemy of State - What if Wolverine was never deprogrammed? (Wat als: Wolverine: Volksvijand - Wat als Wolverine nooit was gedeprogrammeerd?)
- What if: Age of Apocalypse - What if both Xavier and Magneto were killed by Legion? (Wat als: Eeuw van de Apocalypse - Wat als Xavier en Magneto beide vermoord waren door Legion?)
- What if: X-Men: Deadly Genesis - What if Vulcan became the leader of the X-Men? (Wat als: X-Men: dodelijke genesis - Wat als Vulcan de leider werd van de X-Men?)

Deze serie werd samengebracht in een pocketboek met de titel What If: Event Horizon (Wat Als: Evenement Horizon) met de cover van de Spider-Man uitgave.

## Zesde serie (2007)
Ook de zevende serie handelde over grote verhaallijnen of cross-overs.
- What if: Planet Hulk (Wat Als: Planeet Hulk)
  - What if Caiera the Oldstrong had survived the destruction on Sakaar instead of Hulk? (Wat als Caiera de vernietiging van Sakaar had overleefd in plaats van de Hulk?)
  - What if Hulk had landed on the planet the Illuminati had intended for him? (Wat als de Hulk op de planeet was geland die de Illuminati voor hem gepland hadden?)
  - What if Hulk had reverted back to Bruce Banner when he crashed on Sakaar? (Wat als de Hulk terugveranderde tijdens zijn crash op Sakaar?)
- What if: Annihilation (Wat Als: Annihilatie)
  - What if the Annihilation Wave reached Earth? (Wat als de Annihilatiegolf aarde had bereikt?)
- What if: X-Men: Rise and Fall of the Shi'ar Empire? (Wat Als: X-Men: Opkomst en val van het Shi'ar keizerrijk?)
  - What if Vulcan absorbed the energies of the M'Kraan Crystal and became Phoenix? (Wat als Vulcan de energie van de M'Kraan kristal had geadsorbeerd en de Phoenix werd?)
- What if: Civil War (Wat Als: Burgeroorlog)
  - What if Captain America led all the heroes against the Registration Act? (Wat als Captain America alle helden tegen de Registratiewet wist te krijgen?)
  - What if Iron Man lost the Civil War? (Wat als Iron Man de burgeroorlog had verloren?)
- What If: Spider-man vs Wolverine (Wat Als: Spider-Man tegen Wolverine)
  - What if Spider-Man had remained in 1980s Russia after an accidental death? (Wat als Spider-Man in Rusland van de jaren 80 bleef na een accidentele dood?)

In deze serie zou ook What If: The New Fantastic Four (Wat Als: de nieuwe Fantastic Four), maar die werd gestopt door het overlijden van Mike Wieringo. Deze What If zal waarschijnlijk toch uitkomen als een 48-pagina tellend eerbetoon aan hem.